# 1900 (電影)
《1900》（義大利語：Novecento，意為「二十世紀」）是一部1976年上映的義大利、法國、西德和美國合拍史詩歷史劇情電影，由伯納多·貝托魯奇執導，主演陣容包含包括勞勃·狄尼洛、傑哈·德巴狄厄、多米妮克·桑达、劳拉·贝蒂等人，該片以貝托魯奇祖籍所在的義大利艾米利亞地區為背景，講述兩位從小相識的男子：地主之子阿爾弗雷多·貝林基耶里與農民歐莫·達爾科在20世紀上半葉義大利法西斯主義與共產主義政治衝突中各自的歷程與情誼。以及展現了義大利從20世紀初期的近代史。
該片於1976年第29屆坎城影展非競賽單元首映。原始版本長達317分鐘，是史上片長最長的商業電影之一。因片長緣故，在許多國家（包括義大利、東西德、丹麥、比利時、挪威、瑞典、哥倫比亞、巴基斯坦與日本）以上下兩部方式放映；但在美國等地則上映了剪輯版。《1900》後來成為廣受推崇的邪典電影，多次由不同發行商推出特別版家庭影音作品。2017年，經修復的版本於第74屆威尼斯影展非競賽單元首映。
2008年，《1900》被義大利文化遺產部列入「值得保存的100部義大利電影」名單，該名單收錄1942年至1978年間對義大利集體記憶產生重大影響的電影。

## 劇情大綱

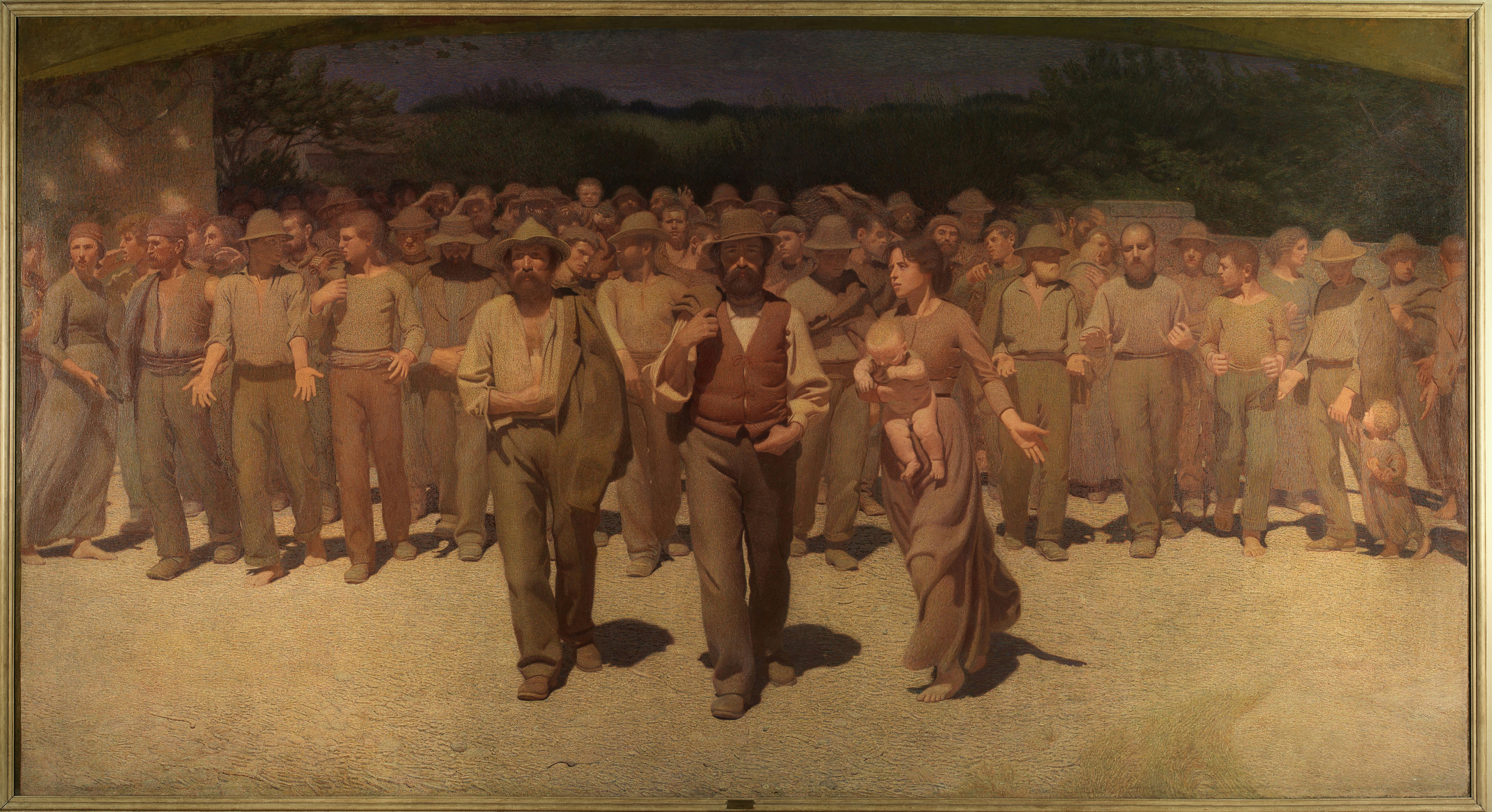
片頭字幕配合朱塞佩·佩利扎·達·沃爾佩多的名畫《第四階級（畫作）》的鏡頭拉遠畫面呈現。

1945年，義大利自法西斯政權中獲得解放。在艾米利亚-罗马涅大区的一處莊園裡，農民們決定加入游擊隊，並將莊園主人阿爾弗雷多·貝林吉耶里逮捕。在逃亡途中，一名中年男子阿蒂拉與一名女子雷吉娜遭到持干草叉的女工襲擊。
阿爾弗雷多與奧爾莫·達爾科雖同為1901年出生，卻來自社會階層的兩端。阿爾弗雷多出身於富裕的地主家庭，自小與表親雷吉娜一同成長；而奧爾莫則是農民的私生子，由擔任工頭與農民发言人的祖父李奧撫養長大。儘管身分懸殊，對家族虛偽做派略感反感的阿爾弗雷多，仍與自幼受社會主義熏陶的奧爾莫建立深厚情誼。童年時期，在李奧領導的農場罷工運動中，兩人相處融洽。
1917年，奧爾莫參軍投入第一次世界大戰，加入義大利皇家陸軍；而阿爾弗雷多則學習如何管理家族莊園。即使戰後奧爾莫返鄉，但義大利的社會局勢亦悄然轉變。此時，阿爾弗雷多的父親喬瓦尼成為新任的莊園主人，並雇用殘暴的法西斯工頭阿蒂拉·梅蘭基尼對莊園勞工施以暴力與壓迫。1922年，奧爾莫與戀人安妮塔一同領導爭取工人權益的抗爭行動。而在喬瓦尼去世後，阿爾弗雷多繼任莊園主人，並迎娶艾達為妻。1935年冬季，阿爾弗雷多展現出軟弱的一面，屈服於国家法西斯党的統治。艾達因婚姻空虛而逐漸酗酒。與此同時，奧爾莫的妻子安妮塔於分娩時去世，遺下女兒安妮塔。她繼承母親的名字，也延續父親的社會主義信念。
隨著奧爾莫在貧農中逐漸崛起為領袖，他與阿蒂拉之間的衝突也日益激化。阿蒂拉展現出精神異常的傾向，犯下多起暴行，最終遭到農民的反擊與羞辱。儘管阿爾弗雷多後來將他解雇，艾達卻早已離開了這段婚姻。第二次世界大战結束後，社會權力結構出現劇變，地方貴族開始面對清算。阿蒂拉與雷吉娜被捕後，遭關押於貝林吉耶里家的豬舍中。阿蒂拉最終坦承自己犯下的多項謀殺罪行，並遭到處決。歸來的奧爾莫則出席阿爾弗雷多於工人法庭上的審判。阿爾弗雷多因縱容工人遭受壓迫而被判死刑，但在奧爾莫高聲宣告「莊園主已死」後獲得赦免，此舉象徵舊有社會階級制度的終結。
新政府代表與士兵抵達後要求農民繳械。奧爾莫說服他們服從，但他與阿爾弗雷多皆表示階級制度仍可能延續下去。多年後，年老的阿爾弗雷多與奧爾莫依然玩鬧打鬥，兩人起身後沿著兒時常去的鐵道漫步。阿爾弗雷多臥倒在鐵軌上模仿他們年幼時的遊戲。火車最終從他身上駛過。

## 演員列表
- 勞勃·狄尼洛 飾 阿爾弗雷多·貝林吉耶里（Alfredo Berlinghieri）
  - 保羅·帕韋西（Paolo Pavesi） 飾 年輕的阿爾弗雷多（young Alfredo）
- 傑哈·德巴狄厄 飾 奧爾莫·達爾科（Olmo Dalcò）
  - 羅貝托·馬坎蒂（Roberto Maccanti） 飾 年輕的奧爾莫（young Olmo）
- 多米妮克·桑达 飾 艾達·基奧斯特里·波蘭（Ada Chiostri Polan）
- 法蘭切斯卡·貝爾蒂尼（英语：Francesca Bertini） 飾 德索拉塔修女（Sister Desolata）
- 劳拉·贝蒂 飾 雷吉娜（Regina）
- 唐纳德·萨瑟兰 飾 阿蒂拉·梅蘭基尼（Attila Mellanchini）
  - 史蒂芬妮亞·桑德蕾莉（英语：Stefania Sandrelli） 飾 安妮塔·佛斯基（Anita Foschi）
- 維納·布魯恩斯（Werner Bruhns） 飾 奧塔維奧·貝林吉耶里（Ottavio Berlinghieri）
- 史蒂芬娜·卡西尼（英语：Stefania Casini） 飾 內芙（Neve）
- 斯特林·海登 飾 李奧·達爾科（Leo Dalcò）
- 安娜·亨克爾（德语：Anna_Henkel-Grönemeyer） 飾 安妮塔·達爾科，奧爾莫之女（Anita Dalcò, Olmo's daughter）
- 艾倫·施維爾斯（英语：Ellen Schwiers） 飾 阿梅莉亞（Amelia）
- 艾麗達·華莉（英语：Alida Valli） 飾 皮奧皮夫人（Signora Pioppi）
- 伯特·蘭卡斯特 飾 老阿爾弗雷多（Alfredo the Elder）
- 羅莫洛·華利（英语：Romolo Valli） 飾 喬瓦尼·貝林吉耶里（Giovanni Berlinghieri）
- 賈科莫·里佐（英语：Giacomo Rizzo） 飾 里戈萊托（Rigoletto）
- 皮波·坎帕尼尼（英语：Pippo Campanini） 飾 塔爾奇西奧神父（Don Tarcisio）
- 安東尼奧·皮奧瓦內利（Antonio Piovanelli） 飾 圖羅·達爾科（Turo Dalcò）
- 保羅·布蘭科（英语：Paulo Branco） 飾 奧索·達爾科（Orso Dalcò）
- 柳·博西西歐（英语：Liù Bosisio） 飾 妮拉·達爾科（Nella Dalcò）
- 瑪麗亞·蒙提（英语：Maria Monti） 飾 羅西娜·達爾科（Rosina Dalcò）
- 安娜·瑪莉亞·蓋拉爾迪（英语：Anna Maria Gherardi） 飾 艾萊奧諾拉（Eleonora）
- 德梅西奧·盧薩迪 Demesio Lusardi 飾 蒙塔納羅（Montanaro）
- 彼得羅·隆加里·龐佐尼 Pietro Longari Ponzoni 飾 皮奧皮（Pioppi）
- 荷西·瓜格里奧（英语：José Quaglio） 飾 阿蘭齊尼（Aranzini）
- 克拉拉·科洛西莫（英语：Clara Colosimo） 飾 喬凡娜（Giovanna）
- 維托里奧·范福尼（Vittorio Fanfoni） 飾 范福尼（Fanfoni）
- 艾達·費羅納奧（英语：Edda Ferronao） 飾 史黛拉的女兒（Stella's Daughter）

### 義大利語配音
- 費魯喬·阿門多拉（英语：Ferruccio Amendola） 為 阿爾弗雷多·貝林吉耶里（Alfredo Berlinghieri）配音
- 朱塞佩·里納爾迪（Giuseppe Rinaldi） 為 老阿爾弗雷多（Alfredo the Elder）配音
- 雷納托·莫里（英语：Renato Mori） 為 李奧·達爾科（Leo Dalcò）配音
- 克勞迪奧·沃隆特（英语：Claudio Volonté） 為 奧爾莫·達爾科（Olmo Dalcò）配音
- 安東尼奧·圭迪（英语：Antonio Guidi） 為 阿蒂拉·梅蘭基尼（Attila Mellanchini）配音
- 麗塔·薩瓦尼奧內（英语：Rita Savagnone） 為 艾達·基奧斯特里·波蘭（Ada Chiostri Polan）配音
- 里卡多·庫奇奧拉（英语：Riccardo Cucciolla） 為 奧塔維奧·貝林吉耶里（Ottavio Berlinghieri）配音
- 派拉·帕韋塞（Paila Pavese） 為 阿梅莉亞（Amelia）配音
- 羅塞拉·伊索（Rossella Izzo） 為 安妮塔·達爾科（Anita Dalcò）配音

## 製作
聯美電影公司、派拉蒙影業和二十世紀福斯三家電影公司各出資200萬美元製作該片，但最終該片成本超出預算300萬美元，總計900萬美元。電影主要於帕爾馬、克雷莫納、雷焦艾米利亞省、曼圖亞省和摩德納等省拍攝。

## 音樂
本片配樂由顏尼歐·莫利克奈創作，他在配樂中融合了多段朱塞佩·威尔第歌劇的旋律。

## 發行
本片原版導演剪輯長達317分鐘（5小時17分鐘），在義大利以上下兩部形式上映。製片人阿爾貝托·葛里馬爾迪（Alberto Grimaldi）根據合約，需向派拉蒙影業（Paramount Pictures）交付一個長度為195分鐘（3小時15分鐘）的版本，用於美國與加拿大地區的發行。導演貝托魯奇（Bernardo Bertolucci）原希望以上下集方式上映，但遭葛里馬爾迪拒絕後，福斯影業（20世紀福斯）接手了美國的發行權。然而當貝托魯奇拒絕將片長刪減80分鐘時，福斯決定退出。
葛里馬爾迪隨後封鎖了貝托魯奇的剪輯權限，自行剪出一個180分鐘的版本。貝托魯奇對此版本不滿，最終妥協，推出了一個247分鐘（4小時7分鐘）的剪輯版，並作為最初在美國上映的版本。1987年，Bravo頻道以英語配音的形式完整播放了未刪減版本。
當貝托魯奇將全長317分鐘的版本送交戲院上映時，美國電影協會（MPAA）將其評為X級。至於長達245分鐘的美國剪輯版，則獲得了R級評等，並成為當時美國市場正式發行的家庭錄影帶版本。2006年，派拉蒙影業放棄了對未刪減版的NC-17分級，並於同年12月5日以「無分級」形式發行DVD。該未刪減版本亦於2012年5月15日由Olive Films在美國發行Blu-ray。
1976年9月，該電影因涉嫌淫穢和褻瀆而被薩勒諾地方法官查封。判決的依據是片中阿提拉對一名小男孩實施戀童癖的場景，以及幾個角色用方言說出的褻瀆言論。後來，法院判定該電影並不淫穢，並重新發行。

## 評價
《1900》榮獲1977年丹麥博德爾電影獎（Bodil Award）最佳非美國電影獎，並在美國國家影評人協會獎中獲得最佳攝影第二名。
派拉蒙影業於1977年10月7日在美國院線上映了較短的剪輯版本，並在美國影評界獲得褒貶不一的評價。在爛番茄，該片根據23篇評論獲得52%的「爛番茄」評價，平均分為6.1／10。
《芝加哥太陽報》影評人羅傑·艾伯特評論道：「這部電影似乎毫無進展，它之所以是史詩，只因為它很長。」

### 書目
- di Giovanni, Norman Thomas. . Milano: Euroclub. 1977 （意大利语）.
- Kline, T. Jefferson. . Amherst, MA: University Press of Massachusetts. 1987.
- Boswell, Laird. . The American Historical Review. 1990, 25 (4): 1131–1133. JSTOR 2163489. doi:10.2307/2163489.
- Tonetti, Claretta M. . London: Twayne. 1995. ISBN 9780805793369.
- Gerard, Fabien S.; Kline, T. Jefferson. . Jackson, MS: University Press of Mississippi. 2000.
- . International Dictionary of Films and Filmmakers. Encyclopedia.com. 2001  [25 July 2015].

## 外部連結
- 互联网电影数据库（IMDb）上《1900》的资料（英文）
- Box Office Mojo上《1900》的資料（英文）
- 爛番茄上《1900》的資料（英文）